# Frans Hogenberg

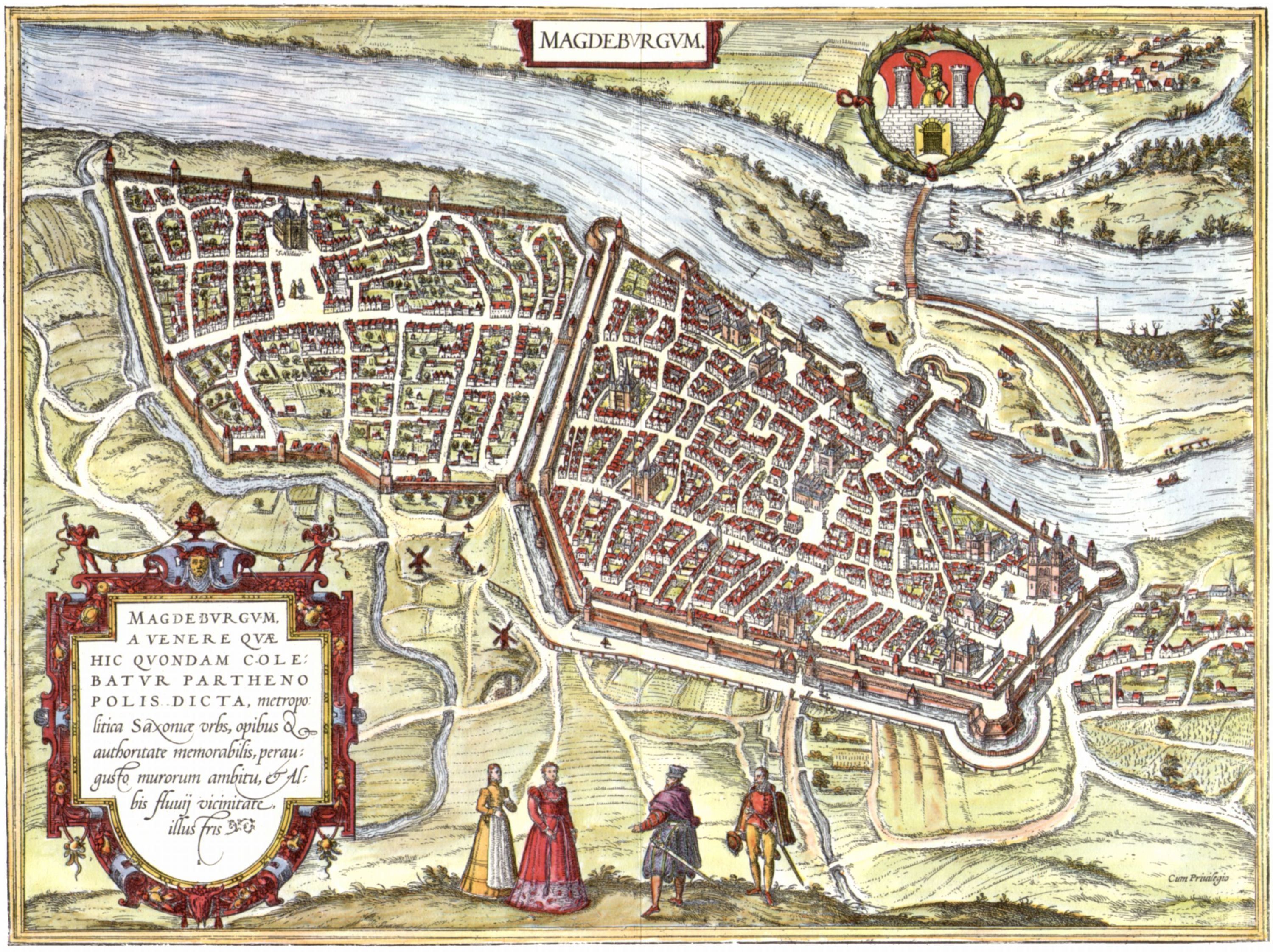
Grabado coloreado de la ciudad de Magdeburgo, en torno a 1572

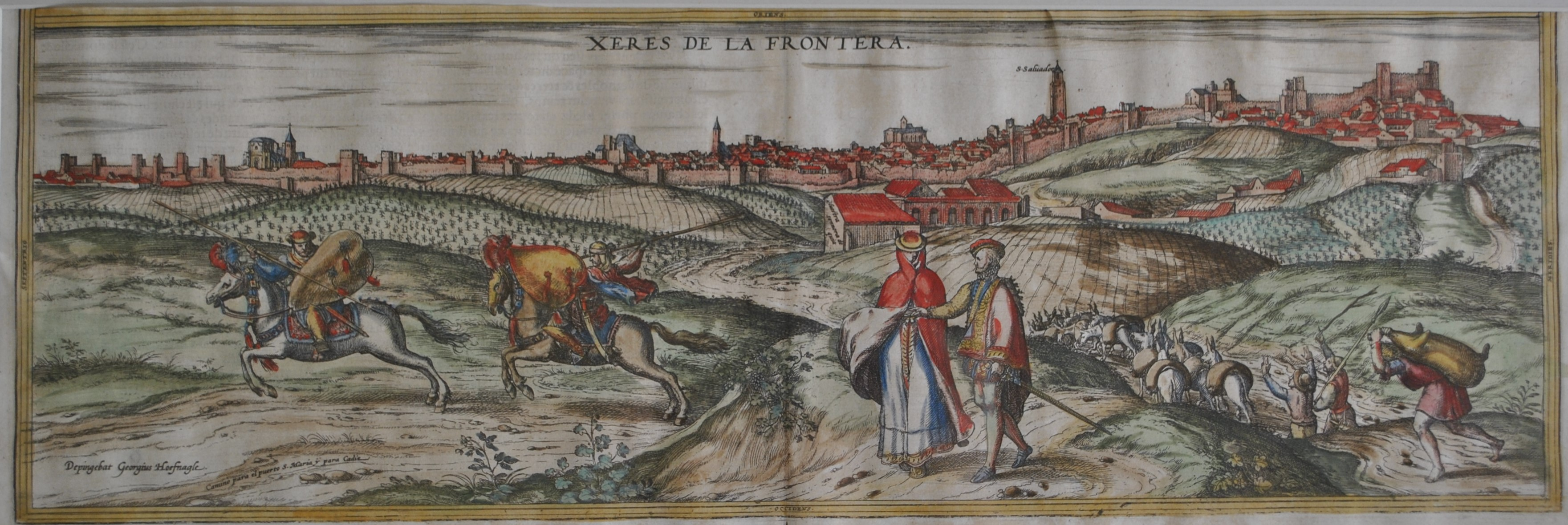
Grabado coloreado de la Ciudad de Jerez, a partir de un dibujo original de Joris Hoefnagel

Frans Hogenberg (Malinas, c. 1535-Colonia, 1590) fue un grabador a buril y aguafuerte y cartógrafo flamenco, hijo del también grabador y pintor Nicolaas Hogenberg. Su firma se encuentra por primera vez en un grabado del Combate de Carnaval y Cuaresma, fechada en 1558. Hacia 1560 debió de realizar un viaje a Francia posiblemente en compañía de Gerardus Mercator y Abraham Ortelius, con quienes parece haber colaborado. En 1568 salió desterrado de Amberes por el duque de Alba y durante un tiempo trabajó en Inglaterra antes de establecerse en 1570 en Colonia.
Hogenberg es famoso sobre todo por su contribución a la publicación a partir de 1572 del atlas de las ciudades del mundo Civitates orbis terrarum, concebido como una continuación del Theatrum Orbis Terrarum de Abraham Ortelius, en el que también había participado con gran cantidad de mapas. De la publicación del Civitates orbis terrarum se encargó Georg Braun (1541-1622), teólogo y canónigo de la catedral de Colonia, quien se encargó también de redactar los textos que acompañan a los grabados debidos en su mayor parte a Hogenberg y, en menor medida, a Simon Novellanus. La obra se publicó en seis volúmenes publicados entre 1572 y 1618, contribuyendo con sus dibujos diversos artistas, siendo el principal de ellos el flamenco Joris Hoefnagel.
Hogenberg es también autor, junto con Novellanus, de una copiosa colección facticia de estampas conocida como Geschichte Blatter o Sucesos de la historia de Europa en el siglo XVI, publicada en Colonia a partir de 1569, con ilustraciones de la expedición del emperador Carlos V a Túnez, según los cartones de Jan Cornelisz Vermeyen para la serie de tapices tejidos por Pannemaker en Bruselas entre 1560 y 1569, la abdicación de Carlos V en Bruselas, la batalla de San Quintín, a partir de un dibujo de Hieronymus Cock, las guerras de religión en Francia y la rebelión de los Países Bajos españoles.